# Brent Goulet
Brent Goulet (Cavalier, Dakota do Norte, 19 de junho de 1964) é um ex-futebolista profissional estadunidense que atuava como atacante.

## Carreira
Brent Goulet se profissionalizou no FC Portland.

## Seleção
Brent Goulet integrou a Seleção Estadunidense de Futebol nos Jogos Olímpicos de 1988, de Seul.